# Єнковиці (Сьредський повіт)
Єнковиці (пол. Jenkowice, нім. Jenkwitz) — село в Польщі, у гміні Костомлоти Сьредського повіту Нижньосілезького воєводства.
Населення — 160 осіб (2011).
У 1975-1998 роках село належало до Вроцлавського воєводства.

## Демографія
Демографічна структура станом на 31 березня 2011 року:
|          | Загалом | Допрацездатний вік | Працездатний вік | Постпрацездатний вік |
| -------- | ------- | ------------------ | ---------------- | -------------------- |
| Чоловіки | 75      | 18                 | 50               | 7                    |
| Жінки    | 85      | 16                 | 53               | 16                   |
| Разом    | 160     | 34                 | 103              | 23                   |